# James Murray Spangler

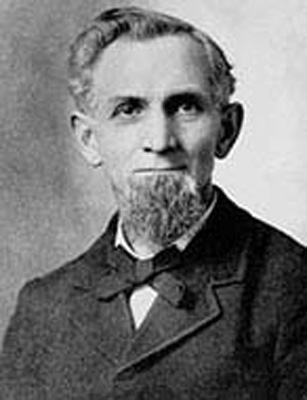
James Murray Spangler

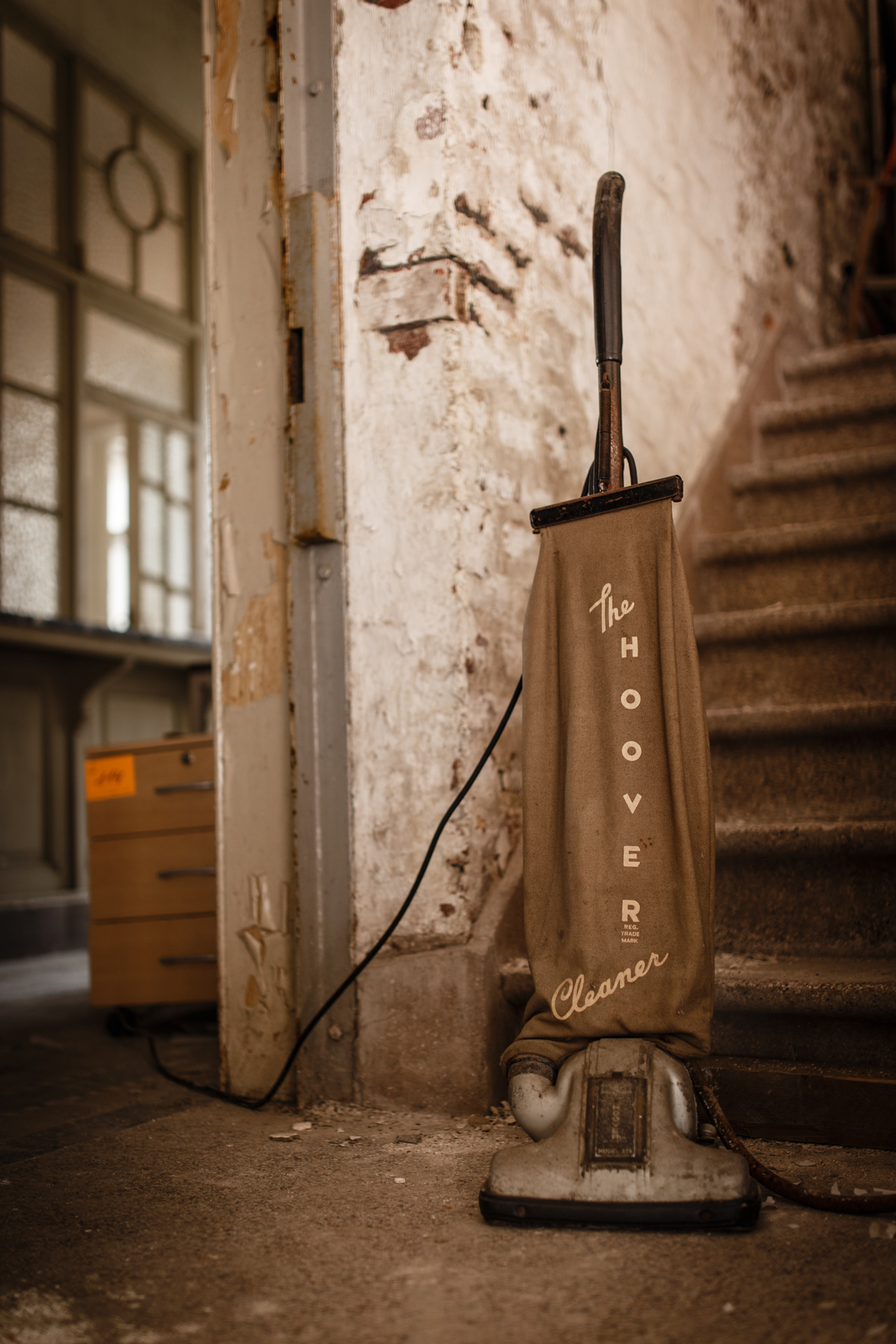
Historischer Hoover-Staubsauger

James Murray Spangler (* 20. November 1848 in Plains Township, Luzerne County, Pennsylvania; † 22. Januar 1915 in Chicago) war ein US-amerikanischer Erfinder und Hausmeister.

## Leben
Spangler hatte 1907 den ersten tragbaren Staubsauger patentieren lassen. Dieser war vom Design her aufrecht und die Technik inklusive eines Stoffbeutels zum Auffangen des Schmutzes lief nicht wie die meisten modernen Staubsauger auf Rollen.
Spangler verkaufte sein Patent an seinen Cousin W. H. Hoover. Dieser gründete 1908 das Unternehmen Hoover in New Berlin (heute North Canton) im US-Bundesstaat Ohio. Das neue Produkt entwickelte sich zum Verkaufshit in den Vereinigten Staaten.
Spangler war verheiratet und hatte drei Kinder. Er starb 1915 in Chicago.